# Club Atlético de Madrid 2020-2021
Questa voce raccoglie le informazioni riguardanti il Club Atlético de Madrid nelle competizioni ufficiali della stagione 2020-2021.

## Stagione
La stagione 2020-2021 vede l'84ª partecipazione alla massima divisione spagnola e la 19ª di fila per l'Atlético Madrid, che conferma il tecnico argentino Diego Simeone, secondo allenatore con più panchine in Liga nella storia dei Rojiblancos. La squadra di Madrid, dopo aver terminato al terzo posto il campionato precedente si qualifica direttamente alla fase a gironi della Champions League. A causa del rinvio delle prime due giornate di campionato, il primo impegno ufficiale dell'Atlético è stata la partita valida per la terza giornata di Liga contro il Granada, vinta per 6-1. La partita rappresenta il secondo miglior risultato di sempre al debutto dopo il 9-0 all'Hércules della stagione 1955-56.

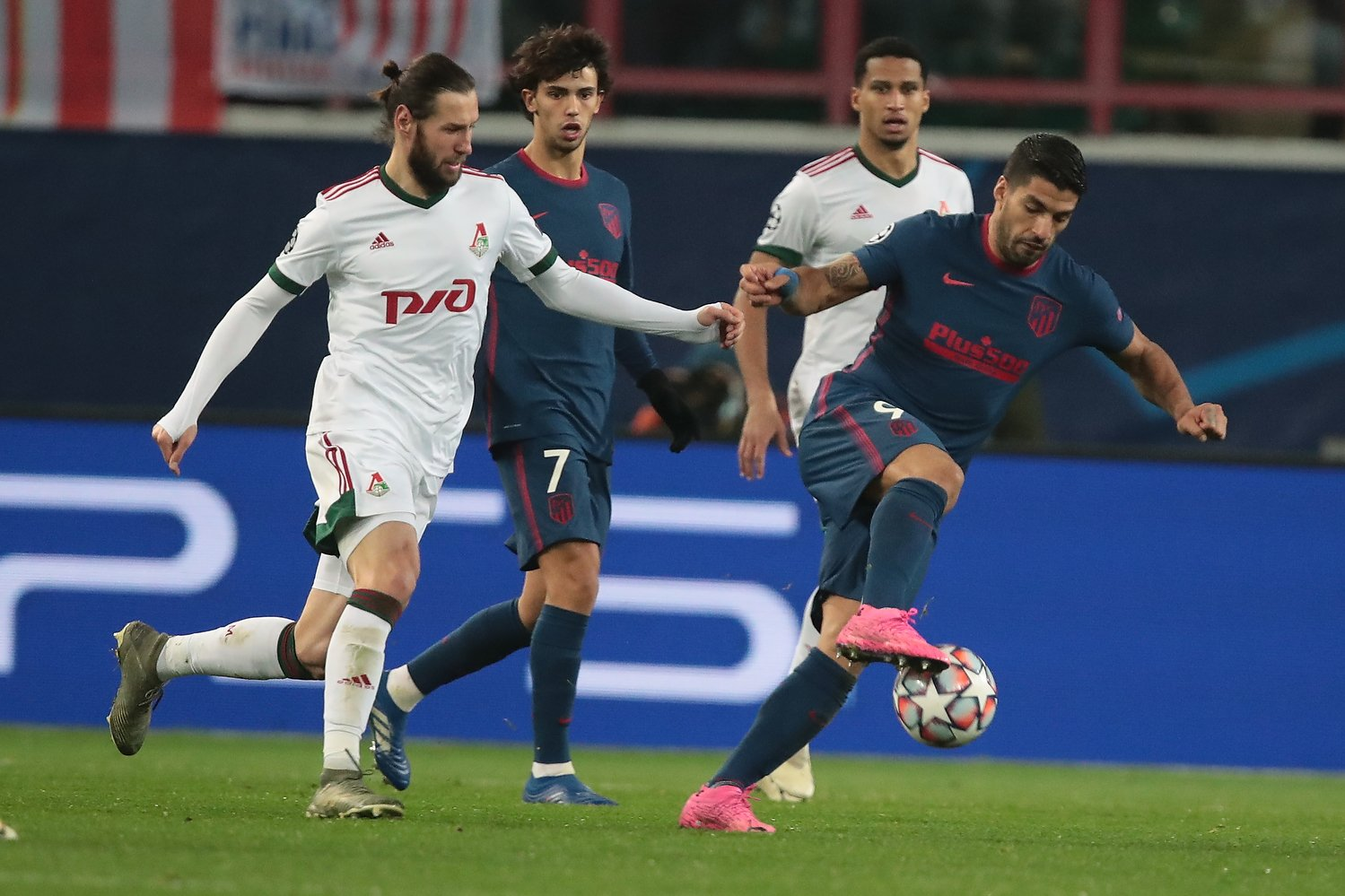
João Félix e Luis Suárez in azione contro la nella fase a gironi di Champions League

Il 1º ottobre a Ginevra ha luogo il sorteggio dei gironi di Champions League che vede impegnato l'Atleti nel gruppo A con i tedeschi del Bayern Monaco, campioni in carica, i campioni d'Austria del Salisburgo e i russi della Lokomotiv Mosca. L'esordio in Europa non sorride ai Colchoneros, che vengono sconfitti per 4-0 in casa del Bayern. Il 24 ottobre, grazie alla vittoria per 2-0 in casa col Real Betis, l'Atlético raggiunge quota 21 risultati utili consecutivi in Liga superando il precedente record conseguito nella stagione 2017-18. La prima vittoria europea giunge il 27 ottobre con il 3-2 rifilato al Salisburgo al Metropolitano. Il 21 novembre l'Atlético batte per 1-0 il Barcellona in campionato, per la prima volta da quando Simeone è allenatore dei colchoneros.
Il 9 dicembre, grazie alla vittoria esterna per 2-0 sul campo del Salisburgo, l'Atlético Madrid supera la fase a gironi di Champions League come secondo classificato. Il 12 dicembre il derby di Madrid si conclude 2-0 a favore del Real Madrid, sancendo la prima sconfitta in Liga dei rojiblancos. Il 16 dicembre l'Atlético supera il primo turno di Coppa del Re battendo per 3-0 a domicilio il Cardassar. Il 2021 dell'Atlético si apre con la vittoria di misura in casa dell'Alavés e con la sconfitta esterna per 1-0 col Cornellà, che vale l'eliminazione al secondo turno di Copa del Rey. Il 21 gennaio si conclude il girone di andata dell'Atleti con la vittoria per 2-1 in rimonta in casa dell'Eibar e con la squadra saldamente in prima posizione. Il 17 marzo, in virtù della sconfitta complessiva per 3-0 contro gli inglesi del Chelsea, i rojiblancos vengono eliminati agli ottavi di finale di Champions League.
Il 22 maggio si conclude la stagione dell'Atlético Madrid che grazie alla vittoria all'ultima giornata di campionato in rimonta per 2-1 contro il Real Valladolid mantiene il distacco dai rivali del Real Madrid e vince il suo undicesimo campionato. I rojiblancos sono stati, con 48 punti, 15 vittorie, 11 gol subiti e con +30 di differenza reti, la miglior squadra ospitante della Liga, nonché la squadra col maggior numero di assist realizzati.

## Maglie e sponsor
Lo sponsor tecnico per la stagione 2020-2021 è per il 20º anno consecutivo Nike. Lo sponsor ufficiale è per la sesta stagione consecutiva Plus500, sulla parte alta delle maniche c'è lo stemma della Hyundai mentre dietro la schiena, sotto il numero, è presente il logo di Ria Money Transfer.

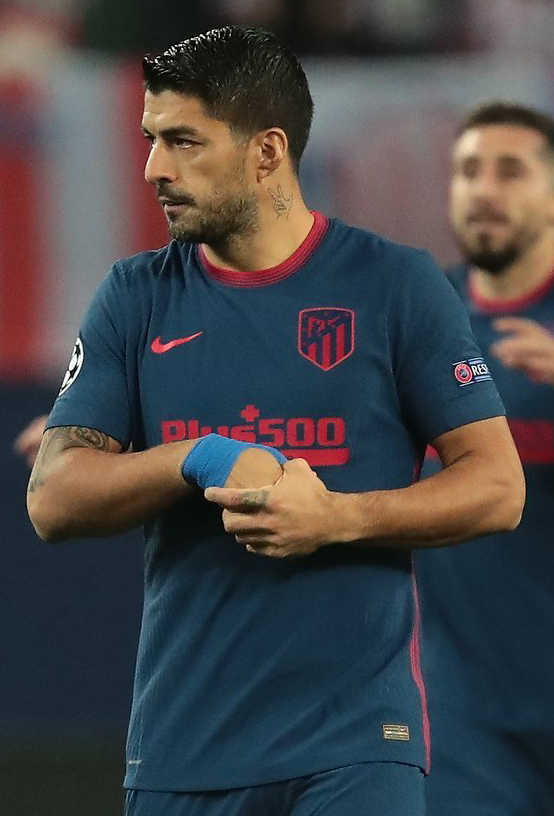
Luis Suárez con indosso la seconda maglia

La prima maglia si rifà alla divisa tradizionale, attraverso una interpretazione classica dei suoi famosi colori. Queste caratteristiche si riflettono in un nuovo disegno che celebra la ricca eredità del club attraverso un colletto stile classico e le strisce verticali biancorosse di colore rosso acceso. Le strisce coprono tutta la parte della maglia, la metà inferiore della schiena, le maniche e sono leggermente distorte per creare una sensazione di modernità. Il colletto è color blu marino e si chiude con due bottoni centrali, così come le strisce verticali che percorrono i lati del torso. I pantaloncini blu marino, con una striscia rossa laterale includono la parola "Atleti" nella parte posteriore. I calzettoni sono totalmente rossi, con qualche inserto bianco.
Il colore blu predomina nella seconda maglia, che presenta dettagli rossi sul girocollo e sui lati in verticale, nonché sui lati del pantaloncino anch'esso blu marino. I calzettoni sono invece blu nella parte alta e rossa in quella bassa, con una linea di incontro a metà che marca la transizione di entrambi i colori. All'interno del colletto è impresso il tridente di Nettuno, in riferimento alla fontana di Madrid ove i fan e la squadra festeggiano i titoli.
La terza divisa è di colore giallo fluorescente ed è ispirata al modello di scarpe Nike Volt Air Max 90, cui si ispira il colore e le bande nere che percorrono lateralmente l'uniforme come a ricordare la suola delle scarpe. Il colore nero si ritrova anche nello stemma e nello sponsor sulla maglia e nel logo Nike sui pantaloncini e i calzettoni. Su questi ultimi, all'altezza del polpaccio, compare sempre in nero la parola Atleti.
| Casa |  | Trasferta |  | Terza divisa |

## Organigramma societario
Dal sito internet ufficiale della società.
Area direttiva
- Presidente: Enrique Cerezo

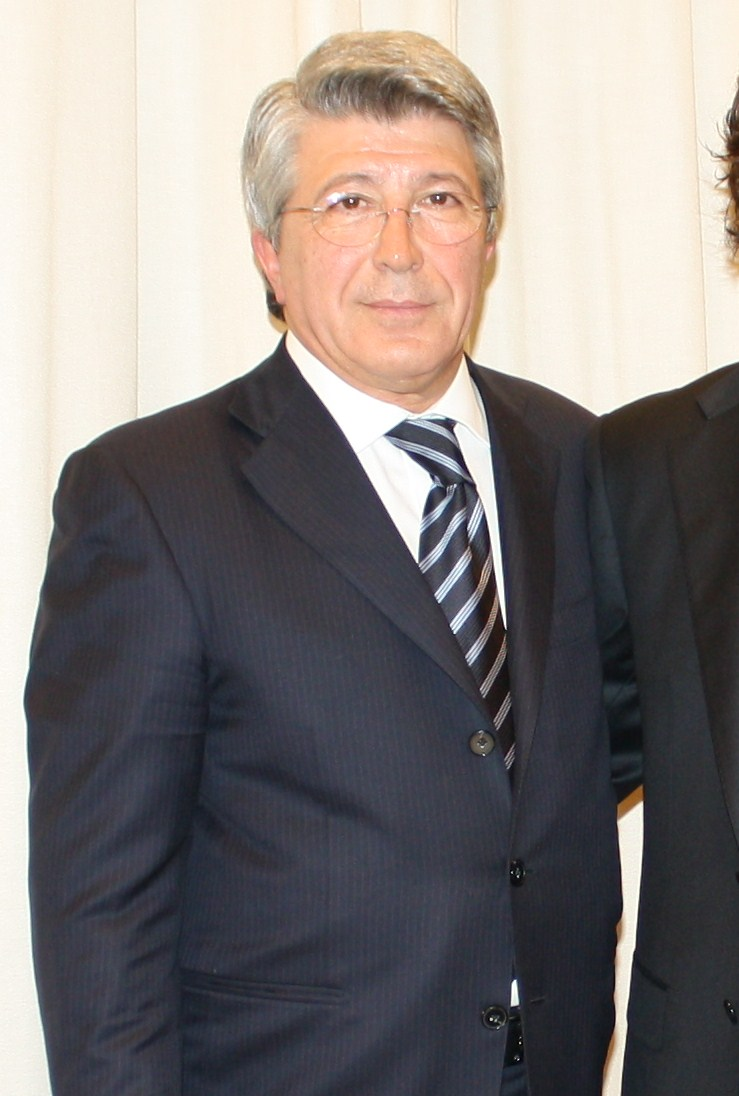
Il presidente Enrique Cerezo, in carica dal 2003

- Amministratore delegato: Miguel Ángel Gil Marín
- Vicepresidente area sociale: Lázaro Albarracín Martínez
- Vicepresidente area commerciale: Antonio Alonso Sanz
- Consiglieri: Severiano Gil y Gil, Óscar Gil Marín, Antoine Bonnier
- Segretario del consiglio: Pablo Jiménez de Parga
- Assessori del consiglio amministrativo: Peter Kenyon, Ignacio Aguillo
- Assessori legali: José Manuel Díaz, Despacho Jiménez de Parga

Area organizzativa
- Direttore finanziario: Mario Aragón Santurde
- Direttore esecutivo: Clemente Villaverde Huelga
- Direttore sportivo: José Luis Pérez Caminero
- Direttore tecnico: Andrea Berta

Area marketing
- Direttore area marketing: Javier Martínez
- Direttore commerciale: Guillermo Moraleda
- Direttore delle risorse: Fernando Fariza Requejo

Area infrastrutturale
- Direttore dei servizi generali e delle infrastrutture: Javier Prieto

Area controllo
- Direttore di controllo: José Manuel Díaz Pérez

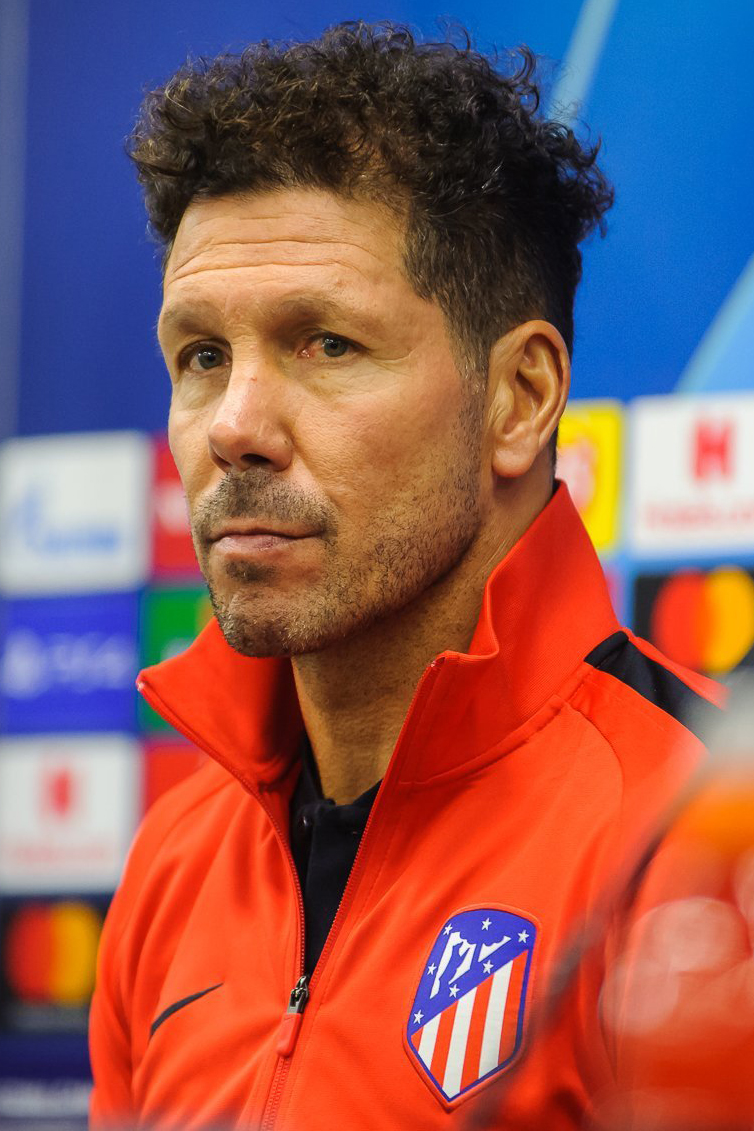
L'allenatore Diego Simeone alla decima stagione sulla panchina, è il tecnico più vincente nella storia dei Colchoneros

Area sviluppo giovanile e internazionale
- Direttore del settore giovanile e dello sviluppo internazionale: Emilio Gutiérrez Boullosa
- Direttore sportivo del settore giovanile: Carlos Aguilera
- Direttore tecnico del settore giovanile: Miguel Ángel Ruiz
- Capo-osservatore giovanile: Sergio García
- Capo talent scout: Luis Rodríguez Ardila

Area comunicazione
- Direttore della comunicazione e area digitale: Rafael Alique

Area tecnica
- Allenatore: Diego Simeone
- Allenatore in seconda: Nelson Vivas
- Preparatori atletici: Óscar Ortega
- Preparatore dei portieri: Pablo Vercellone
- Delegato: Pedro Pablo Matesanz

Area sanitaria
- Responsabile: José María Villalón
- Medico: Óscar Luis Celada
- Infermiere: Gorka de Abajo
- Fisioterapisti: Esteban Arévalo, David Loras, Jesús Vázquez, Felipe Iglesias Arroyo, Iván Ortega
- Massaggiatore: Daniel Castro, Óscar Pitillas

Area ausiliare
- Magazzinieri: Cristian Bautista, Dimcho Pilichev, Mario Serrano, Fernando Sánchez Ramírez

## Rosa

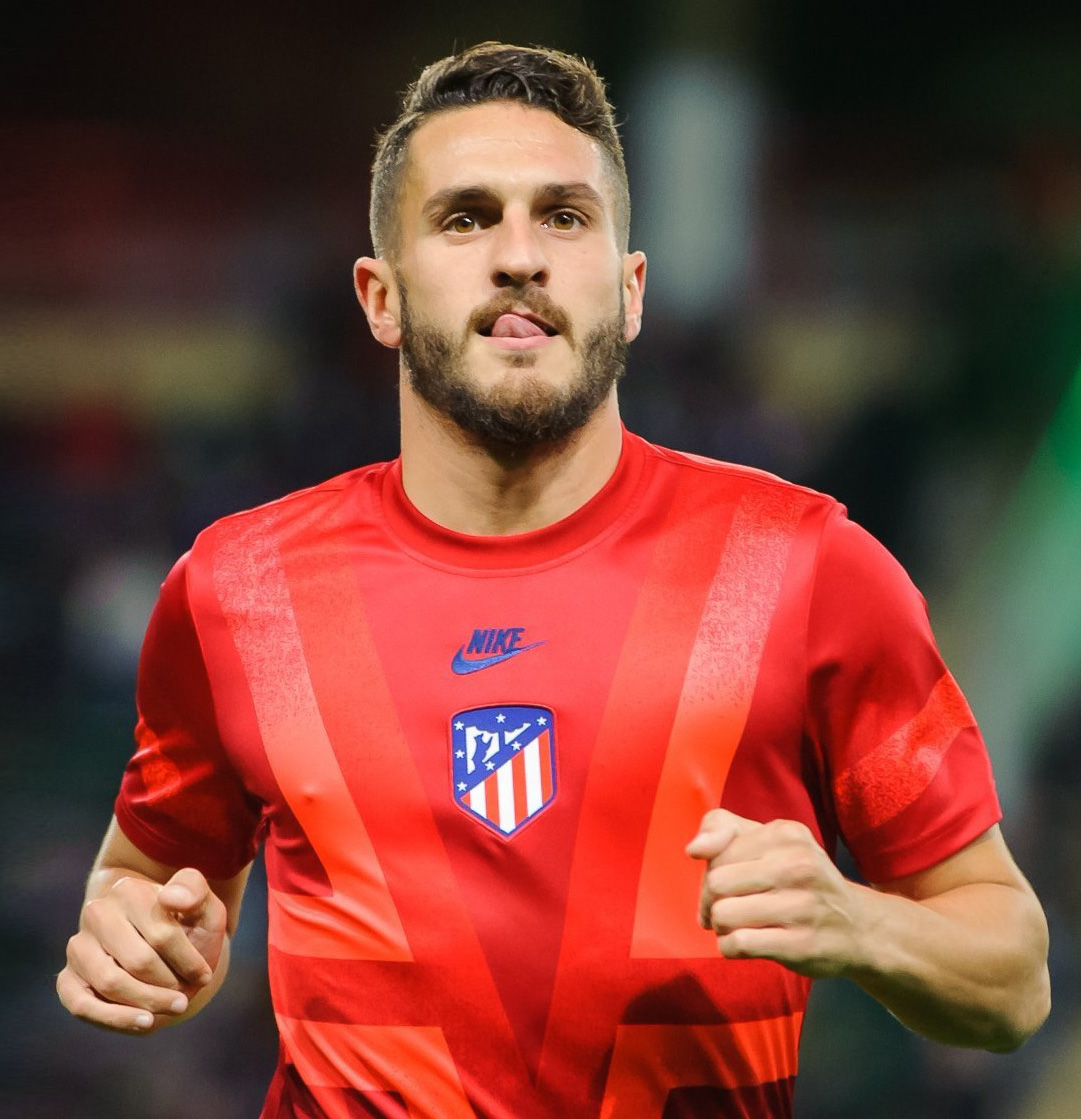
Koke è il capitano dell'Atlético Madrid

La rosa e la numerazione sono tratte dal sito ufficiale dell'Atlético Madrid.
| N. |                               | Ruolo | Calciatore         |
| -- | ----------------------------- | ----- | ------------------ |
| 1  | Croazia (bandiera)            | P     | Ivo Grbić          |
| 2  | Uruguay (bandiera)            | D     | José Giménez       |
| 3  | Spagna (bandiera)             | D     | Manu Sánchez       |
| 4  | Rep. Centrafricana (bandiera) | C     | Geoffrey Kondogbia |
| 5  | Ghana (bandiera)              | C     | Thomas             |
| 5  | Uruguay (bandiera)            | C     | Lucas Torreira     |
| 6  | Spagna (bandiera)             | C     | Koke (capitano)    |
| 7  | Portogallo (bandiera)         | A     | João Félix         |
| 8  | Spagna (bandiera)             | C     | Saúl               |
| 9  | Uruguay (bandiera)            | A     | Luis Suárez        |
| 10 | Argentina (bandiera)          | A     | Ángel Correa       |
| 11 | Francia (bandiera)            | C     | Thomas Lemar       |
| 12 | Brasile (bandiera)            | D     | Renan Lodi         |

| N. |                        | Ruolo | Calciatore       |
| -- | ---------------------- | ----- | ---------------- |
| 13 | Slovenia (bandiera)    | P     | Jan Oblak        |
| 14 | Spagna (bandiera)      | C     | Marcos Llorente  |
| 15 | Montenegro (bandiera)  | D     | Stefan Savić     |
| 16 | Messico (bandiera)     | C     | Héctor Herrera   |
| 17 | Serbia (bandiera)      | A     | Ivan Šaponjić    |
| 18 | Brasile (bandiera)     | D     | Felipe           |
| 19 | Spagna (bandiera)      | A     | Diego Costa      |
| 19 | Francia (bandiera)     | A     | Moussa Dembélé   |
| 20 | Spagna (bandiera)      | C     | Vitolo           |
| 21 | Belgio (bandiera)      | C     | Yannick Carrasco |
| 22 | Spagna (bandiera)      | D     | Mario Hermoso    |
| 23 | Inghilterra (bandiera) | D     | Kieran Trippier  |
| 24 | Croazia (bandiera)     | D     | Šime Vrsaljko    |

### Formazione tipo
La squadra di Simeone è stata schierata per lo più col classico 4-4-1-1, con gli esterni alti quasi a formare un 4-2-4. Per quanto riguarda la fase difensiva l'undici del Cholo si è spesso arroccata formando un 6-3-1, con Correa a ripiego sull'out di destra e il solo Suárez ad attendere sulla linea di metà campo per un'eventuale ripartenza.
| Formazione tipo | Giocatori (presenze)  |
| --- | --------------------- |
| Oblak Savić Felipe Trippier Hermoso Koke Saúl Carrasco M. Llorente Correa Suárez | Jan Oblak (38)        |
| Oblak Savić Felipe Trippier Hermoso Koke Saúl Carrasco M. Llorente Correa Suárez | Kieran Trippier (28)  |
| Oblak Savić Felipe Trippier Hermoso Koke Saúl Carrasco M. Llorente Correa Suárez | Stefan Savić (33)     |
| Oblak Savić Felipe Trippier Hermoso Koke Saúl Carrasco M. Llorente Correa Suárez | Felipe (31)           |
| Oblak Savić Felipe Trippier Hermoso Koke Saúl Carrasco M. Llorente Correa Suárez | Mario Hermoso (31)    |
| Oblak Savić Felipe Trippier Hermoso Koke Saúl Carrasco M. Llorente Correa Suárez | Koke (37)             |
| Oblak Savić Felipe Trippier Hermoso Koke Saúl Carrasco M. Llorente Correa Suárez | Saúl (33)             |
| Oblak Savić Felipe Trippier Hermoso Koke Saúl Carrasco M. Llorente Correa Suárez | Yannick Carrasco (30) |
| Oblak Savić Felipe Trippier Hermoso Koke Saúl Carrasco M. Llorente Correa Suárez | Marcos Llorente (37)  |
| Oblak Savić Felipe Trippier Hermoso Koke Saúl Carrasco M. Llorente Correa Suárez | Ángel Correa (38)     |
| Oblak Savić Felipe Trippier Hermoso Koke Saúl Carrasco M. Llorente Correa Suárez | Luis Suárez (32)      |
| Altri giocatori: João Félix (31), Thomas Lemar (27), Geoffrey Kondogbia (25), Renan Lodi (23), José Giménez (21), Lucas Torreira (19), Héctor Herrera (16), Vitolo (10), Šime Vrsaljko (9), Moussa Dembélé (5), Ricard (1). |                       |

## Calciomercato
Il calciomercato dell'Atlético si apre con il riscatto del cartellino di Álvaro Morata, dopo un anno e mezzo di prestito oneroso. Tuttavia, con la medesima modalità, viene successivamente ceduto agli italiani della Juventus. Il 23 settembre viene ufficializzato l'ingaggio dell'attaccante uruguaiano, ex Barcellona, Luis Suárez a parametro zero. In uscita lascia dopo cinque stagioni l'Atlético il ghanese Thomas, per cui l'Arsenal versa l'intera clausola rescissoria nelle casse del club madrileno. Il 3 novembre, a mercato chiuso, l'Atlético tessera il centrocampista centrafricano Geoffrey Kondogbia proveniente dal Valencia grazie a una clausola ad hoc per poter sostituire Thomas. Il 29 dicembre Diego Costa rescinde il contratto che lo lega all'Atlético Madrid per motivi familiari.

### Sessione estiva(dal 4 agosto al 5 ottobre)
| Acquisti         | Acquisti           | Acquisti            | Acquisti                  |
| R.               | Nome               | da                  | Modalità                  |
| ---------------- | ------------------ | ------------------- | ------------------------- |
| P                | Ivo Grbić          | Lokomotiva Zagabria | definitivo (7 milioni €)  |
| C                | Yannick Carrasco   | Dalian Yifang       | definitivo (27 milioni €) |
| C                | Geoffrey Kondogbia | Valencia            | definitivo (15 milioni €) |
| C                | Lucas Torreira     | Arsenal             | prestito                  |
| A                | Álvaro Morata      | Chelsea             | definitivo (56 milioni €) |
| A                | Luis Suárez        | Barcellona          | gratuito                  |
| Altre operazioni |                    |                     |                           |
| R.               | Nome               | da                  | Modalità                  |
| D                | Francisco Montero  | Deportivo La Coruña | fine prestito             |
| D                | Nehuén Pérez       | Famalicão           | fine prestito             |
| C                | Caio Henrique      | Grêmio              | fine prestito             |
| A                | Nikola Kalinić     | Roma                | fine prestito             |
| A                | Víctor Mollejo     | Deportivo La Coruña | fine prestito             |

| Cessioni         | Cessioni               | Cessioni         | Cessioni                        |
| R.               | Nome                   | a                | Modalità                        |
| ---------------- | ---------------------- | ---------------- | ------------------------------- |
| P                | Antonio Adán           |                  | svincolato                      |
| D                | Santiago Arias         | Bayer Leverkusen | prestito oneroso (3 milioni €)  |
| C                | Thomas                 | Arsenal          | definitivo (50 milioni €)       |
| A                | Álvaro Morata          | Juventus         | prestito oneroso (10 milioni €) |
| Altre operazioni |                        |                  |                                 |
| R.               | Nome                   | a                | Modalità                        |
| D                | Francisco Montero      | Beşiktaş         | prestito                        |
| D                | Nehuén Pérez           | Granada          | prestito                        |
| C                | Caio Henrique          | Grêmio           | definitivo (8 milioni €)        |
| C                | Yannick Carrasco       | Dalian Yifang    | fine prestito                   |
| C                | Rodrigo Riquelme Reche | Bournemouth      | prestito                        |
| A                | Nikola Kalinić         | Verona           | definitivo (1,8 milioni €)      |
| A                | Víctor Mollejo         | Getafe           | prestito                        |
| A                | Álvaro Morata          | Chelsea          | fine prestito                   |
| A                | Darío Poveda           | Getafe           | prestito                        |

### Sessione invernale (dal 1º al 31 gennaio)
| Acquisti         | Acquisti       | Acquisti        | Acquisti                         |
| R.               | Nome           | da              | Modalità                         |
| ---------------- | -------------- | --------------- | -------------------------------- |
| A                | Moussa Dembélé | Olympique Lione | prestito oneroso (1,5 milioni €) |
| Altre operazioni |                |                 |                                  |
| R.               | Nome           | da              | Modalità                         |
| A                | Víctor Mollejo | Getafe          | fine prestito                    |

| Cessioni         | Cessioni       | Cessioni | Cessioni   |
| R.               | Nome           | a        | Modalità   |
| ---------------- | -------------- | -------- | ---------- |
| D                | Manu Sánchez   | Osasuna  | prestito   |
| A                | Diego Costa    |          | svincolato |
| Altre operazioni |                |          |            |
| R.               | Nome           | a        | Modalità   |
| A                | Víctor Mollejo | Maiorca  | prestito   |
| A                | Ivan Šaponjić  | Cadice   | prestito   |

## Risultati

### Primera División

#### Girone di andata
| Arbitro: | Estrada Fernández |

|                     |           |  |
| Correa 17’ Saúl 76’ | Marcatori |  |

| Arbitro: | Munuera Montero |

|            |           |                 |
| Bardhi 17’ | Marcatori | 37’ M. Llorente |

| Arbitro: | Estrada Fernández |

|                                                                            |           |            |
| Diego Costa 9’ Correa 47’ João Félix 65’ M. Llorente 72’ Suárez 85’, 90+3’ | Marcatori | 87’ Molina |

| Huesca 30 settembre 2020, ore 19:00 CEST 4ª giornata | Huesca       | 0 – 0 referto | Atlético Madrid | El Alcoraz (0 spett.)\| Arbitro: \| Cordero Vega \| |
| Arbitro:                                             | Cordero Vega |               |                 |                                                     |

| Madrid 3 ottobre 2020, ore 16:00 CEST 5ª giornata | Atlético Madrid     | 0 – 0 referto | Villarreal | Wanda Metropolitano (0 spett.)\| Arbitro: \| Hernández Hernández \| |
| Arbitro:                                          | Hernández Hernández |               |            |                                                                     |

| Arbitro: | Martínez Munuera |

|  |           |                          |
|  | Marcatori | 6’ Suárez 90+5’ Carrasco |

| Arbitro: | Mateu Lahoz |

|                              |           |  |
| M. Llorente 46’ Suárez 90+1’ | Marcatori |  |

| Arbitro: | Estrada Fernández |

|             |           |                                         |
| Budimir 80’ | Marcatori | 43’ (rig.), 69’ João Félix 88’ Torreira |

| Arbitro: | Cordero Vega |

|                                               |           |  |
| João Félix 8’, 90’ M. Llorente 22’ Suárez 51’ | Marcatori |  |

| Arbitro: | Munuera Montero |

|                         |           |  |
| Ferreira Carrasco 45+3’ | Marcatori |  |

| Arbitro: | de Burgos Bengoetxea |

|  |           |                 |
|  | Marcatori | 79’ (aut.) Lato |

| Arbitro: | González Fuertes |

|                           |           |  |
| Lemar 56’ M. Llorente 72’ | Marcatori |  |

| Arbitro: | Mateu Lahoz |

|                               |           |  |
| Casemiro 15’ Oblak 63’ (aut.) | Marcatori |  |

| Arbitro: | Estrada Fernández |

|                                        |           |          |
| Suárez 41’, 58’ Diego Costa 80’ (rig.) | Marcatori | 64’ Boyé |

| Arbitro: | Cuadra Fernández |

|  |           |                             |
|  | Marcatori | 49’ Hermoso 74’ M. Llorente |

| Arbitro: | Mateu Lahoz |

|            |           |  |
| Suárez 20’ | Marcatori |  |

| Arbitro: | Martínez Munuera |

|                   |           |                            |
| Felipe 84’ (aut.) | Marcatori | 41’ M. Llorente 90’ Suárez |

| Arbitro: | Gil Manzano |

|                                     |           |             |
| M. Llorente 45+2’ Suárez 51’ (rig.) | Marcatori | 21’ Muniain |

| Arbitro: | Melero López |

|                      |           |                        |
| Dmitrović 12’ (rig.) | Marcatori | 40’, 89’ (rig.) Suárez |

#### Girone di ritorno
| Arbitro: | de Burgos Bengoetxea |

|                                      |           |           |
| João Félix 23’ Suárez 54’ Correa 72’ | Marcatori | 11’ Račić |

| Arbitro: | Gil Manzano |

|                     |           |                                          |
| A. Negredo 35’, 71’ | Marcatori | 28’, 50’ (rig.) Suárez 44’ Saúl 88’ Koke |

| Arbitro: | Cuadra Fernández |

|                 |           |                          |
| Suárez 45’, 50’ | Marcatori | 13’ S. Mina 89’ Ferreyra |

| Arbitro: | Mateu Lahoz |

|             |           |                            |
| Herrera 66’ | Marcatori | 63’ M. Llorente 75’ Correa |

| Arbitro: | Melero López |

|  |           |                                    |
|  | Marcatori | 30’ (aut.) Hermoso 90+5’ de Frutos |

| Arbitro: | de Burgos Bengoetxea |

|  |           |                                   |
|  | Marcatori | 25’ (aut.) Pedraza 69’ João Félix |

| Arbitro: | Hernández Hernández |

|            |           |             |
| Suárez 15’ | Marcatori | 88’ Benzema |

| Getafe 13 marzo 2021, ore 21:00 CET 27ª giornata | Getafe           | 0 – 0 referto | Atlético Madrid | Alfonso Pérez (0 spett.)\| Arbitro: \| Sánchez Martínez \| |
| Arbitro:                                         | Sánchez Martínez |               |                 |                                                            |

| Arbitro: | Martínez Munuera |

|            |           |  |
| Suárez 54’ | Marcatori |  |

| Arbitro: | Gil Manzano |

|           |           |  |
| Acuña 70’ | Marcatori |  |

| Arbitro: | Cuadra Fernández |

|              |           |             |
| C. Tello 25’ | Marcatori | 5’ Carrasco |

| Arbitro: | Munuera Montero |

|                         |           |  |
| Correa 39’ Carrasco 80’ | Marcatori |  |

| Arbitro: | González Fuertes |

|                              |           |           |
| Berenguer 8’ I. Martínez 86’ | Marcatori | 77’ Savić |

| Arbitro: | Soto Grado |

|                                                   |           |  |
| Correa 42’, 44’ Carrasco 49’ M. Llorente 53’, 68’ | Marcatori |  |

| Arbitro: | Melero López |

|  |           |                 |
|  | Marcatori | 23’ M. Llorente |

| Barcellona 8 maggio 2021, ore 16:15 CEST 35ª giornata | Barcellona  | 0 – 0 referto | Atlético Madrid | Camp Nou (0 spett.)\| Arbitro: \| Mateu Lahoz \| |
| Arbitro:                                              | Mateu Lahoz |               |                 |                                                  |

| Arbitro: | Cuadra Fernández |

|                         |           |              |
| Carrasco 16’ Correa 28’ | Marcatori | 83’ Zubeldia |

| Arbitro: | Martínez Munuera |

|                           |           |             |
| Renan Lodi 82’ Suárez 88’ | Marcatori | 75’ Budimir |

| Arbitro: | Sánchez Martínez |

|                 |           |                       |
| Óscar Plano 18’ | Marcatori | 57’ Correa 67’ Suárez |

### Copa del Rey
| Arbitro: | Figueroa Vázquez |

|  |           |                                   |
|  | Marcatori | 24’ Lemar 42’ Ricard 83’ Vrsaljko |

| Arbitro: | Cuadra Fernández |

|            |           |  |
| Jiménez 7’ | Marcatori |  |

### Champions League

#### Fase a gironi
| Arbitro: | Oliver |

|                                         |           |  |
| Coman 28’, 72’ Goretzka 41’ Tolisso 66’ | Marcatori |  |

| Arbitro: | Haţegan |

|                                     |           |                                  |
| M. Llorente 29’ João Félix 52’, 85’ | Marcatori | 40’ Szoboszlai 47’ (aut.) Felipe |

| Arbitro: | Bastien |

|                         |           |                  |
| An. Mirančuk 25’ (rig.) | Marcatori | 18’ J.M. Giménez |

| Madrid 25 novembre 2020, ore 21:00 CET Gruppo A – 4ª giornata | Atlético Madrid | 0 – 0 referto | Lokomotiv Mosca | Wanda Metropolitano (0 spett.)\| Arbitro: \| Vinčić \| |
| Arbitro:                                                      | Vinčić          |               |                 |                                                        |

| Arbitro: | Turpin |

|                |           |                   |
| João Félix 26’ | Marcatori | 86’ (rig.) Müller |

| Arbitro: | Taylor |

|  |           |                          |
|  | Marcatori | 39’ Hermoso 86’ Carrasco |

#### Fase a eliminazione diretta
| Arbitro: | Brych |

|  |           |            |
|  | Marcatori | 68’ Giroud |

| Arbitro: | Orsato |

|                          |           |  |
| Ziyech 34’ Emerson 90+4’ | Marcatori |  |

## Statistiche

### Statistiche di squadra
| Competizione     | Punti | In casa | In casa | In casa | In casa | In casa | In casa | In trasferta | In trasferta | In trasferta | In trasferta | In trasferta | In trasferta | Totale | Totale | Totale | Totale | Totale | Totale | DR  |
| Competizione     | Punti | G       | V       | N       | P       | Gf      | Gs      | G            | V            | N            | P            | Gf           | Gs           | G      | V      | N      | P      | Gf     | Gs     | DR  |
| ---------------- | ----- | ------- | ------- | ------- | ------- | ------- | ------- | ------------ | ------------ | ------------ | ------------ | ------------ | ------------ | ------ | ------ | ------ | ------ | ------ | ------ | --- |
| Primera División | 86    | 19      | 15      | 3       | 1       | 41      | 11      | 19           | 11           | 5            | 3            | 26           | 14           | 38     | 26     | 8      | 4      | 67     | 25     | +42 |
| Coppa del Re     | -     | 0       | 0       | 0       | 0       | 0       | 0       | 2            | 1            | 0            | 1            | 3            | 1            | 2      | 1      | 0      | 1      | 3      | 1      | +2  |
| Champions League | 9     | 4       | 1       | 2       | 1       | 4       | 4       | 4            | 1            | 1            | 2            | 3            | 7            | 8      | 2      | 3      | 3      | 7      | 11     | -4  |
| Totale           | -     | 23      | 16      | 5       | 2       | 45      | 15      | 25           | 13           | 6            | 6            | 32           | 22           | 48     | 29     | 11     | 8      | 77     | 37     | +40 |

### Andamento in campionato
| Giornata  | 1  | 2  | 3 | 4  | 5  | 6 | 7 | 8 | 9 | 10 | 11 | 12 | 13 | 14 | 15 | 16 | 17 | 18 | 19 | 20 | 21 | 22 | 23 | 24 | 25 | 26 | 27 | 28 | 29 | 30 | 31 | 32 | 33 | 34 | 35 | 36 | 37 | 38 |
| --------- | -- | -- | - | -- | -- | - | - | - | - | -- | -- | -- | -- | -- | -- | -- | -- | -- | -- | -- | -- | -- | -- | -- | -- | -- | -- | -- | -- | -- | -- | -- | -- | -- | -- | -- | -- | -- |
| Luogo     | C  | T  | C | T  | C  | T | C | T | C | C  | T  | C  | T  | C  | T  | C  | T  | C  | T  | C  | T  | C  | T  | C  | T  | C  | T  | C  | T  | T  | C  | T  | C  | T  | T  | C  | C  | T  |
| Risultato | V  | N  | V | N  | N  | V | V | V | V | V  | V  | V  | P  | V  | V  | V  | V  | V  | V  | V  | V  | N  | V  | P  | V  | N  | N  | V  | P  | N  | V  | P  | V  | V  | N  | V  | V  | V  |
| Posizione | 11 | 14 | 9 | 12 | 12 | 8 | 5 | 4 | 3 | 2  | 2  | 1  | 2  | 1  | 1  | 1  | 1  | 1  | 1  | 1  | 1  | 1  | 1  | 1  | 1  | 1  | 1  | 1  | 1  | 1  | 1  | 1  | 1  | 1  | 1  | 1  | 1  | 1  |

Legenda:

Luogo: C = Casa; T = Trasferta. Risultato: R = Rinviata; V = Vittoria; N = Pareggio; P = Sconfitta.

### Statistiche dei giocatori
In corsivo i calciatori che hanno lasciato la squadra a stagione in corso.
| Giocatore      | Primera División | Primera División | Primera División | Primera División | Coppa di Spagna | Coppa di Spagna | Coppa di Spagna | Coppa di Spagna | Champions League | Champions League | Champions League | Champions League | Totale   | Totale | Totale      | Totale     |
| Giocatore      | Presenze         | Reti             | Ammonizioni      | Espulsioni       | Presenze        | Reti            | Ammonizioni     | Espulsioni      | Presenze         | Reti             | Ammonizioni      | Espulsioni       | Presenze | Reti   | Ammonizioni | Espulsioni |
| -------------- | ---------------- | ---------------- | ---------------- | ---------------- | --------------- | --------------- | --------------- | --------------- | ---------------- | ---------------- | ---------------- | ---------------- | -------- | ------ | ----------- | ---------- |
| S. Camello     | 0                | 0                | 0                | 0                | 1               | 0               | 0               | 0               | 1                | 0                | 0                | 0                | 2        | 0      | 0           | 0          |
| Y. Carrasco    | 30               | 6                | 6                | 0                | 0               | 0               | 0               | 0               | 5                | 1                | 0                | 0                | 35       | 7      | 6           | 0          |
| Á. Correa      | 38               | 9                | 3                | 0                | 2               | 0               | 0               | 0               | 8                | 0                | 0                | 0                | 48       | 9      | 3           | 0          |
| M. Dembélé     | 5                | 0                | 0                | 0                | -               | -               | -               | -               | 2                | 0                | 0                | 0                | 7        | 0      | 0           | 0          |
| Diego Costa    | 7                | 2                | 1                | 0                | 0               | 0               | 0               | 0               | 0                | 0                | 0                | 0                | 7        | 2      | 1           | 0          |
| Felipe         | 31               | 0                | 8                | 0                | 2               | 0               | 0               | 0               | 5                | 0                | 0                | 0                | 38       | 0      | 8           | 0          |
| J. M. Giménez  | 21               | 0                | 5                | 0                | 1               | 0               | 1               | 0               | 4                | 1                | 1                | 0                | 26       | 1      | 7           | 0          |
| I. Grbić       | 0                | -0               | 0                | 0                | 1               | -0              | 0               | 0               | 0                | -0               | 0                | 0                | 1        | -0     | 0           | 0          |
| M. Hermoso     | 31               | 1                | 5                | 0                | 1               | 0               | 0               | 0               | 6                | 1                | 1                | 0                | 38       | 2      | 6           | 0          |
| H. Herrera     | 16               | 0                | 2                | 0                | 0               | 0               | 0               | 0               | 5                | 0                | 2                | 0                | 21       | 0      | 4           | 0          |
| João Félix     | 31               | 7                | 6                | 0                | 1               | 0               | 0               | 0               | 8                | 3                | 0                | 0                | 40       | 10     | 6           | 0          |
| Koke           | 37               | 1                | 10               | 0                | 0               | 0               | 0               | 0               | 8                | 0                | 2                | 0                | 45       | 1      | 12          | 0          |
| G. Kondogbia   | 25               | 0                | 4                | 0                | 2               | 0               | 0               | 0               | 0                | 0                | 0                | 0                | 27       | 0      | 4           | 0          |
| T. Lemar       | 27               | 1                | 4                | 0                | 1               | 1               | 0               | 0               | 8                | 0                | 1                | 0                | 36       | 2      | 5           | 0          |
| M. Llorente    | 37               | 12               | 6                | 0                | 0               | 0               | 0               | 0               | 8                | 1                | 2                | 0                | 45       | 13     | 8           | 0          |
| Mario S.       | 0                | 0                | 0                | 0                | 1               | 0               | 0               | 0               | 0                | 0                | 0                | 0                | 1        | 0      | 0           | 0          |
| J. Oblak       | 38               | -25              | 0                | 0                | 0               | -0              | 0               | 0               | 8                | -11              | 0                | 0                | 46       | -36    | 0           | 0          |
| Renan Lodi     | 23               | 1                | 3                | 0                | 2               | 0               | 0               | 0               | 8                | 0                | 3                | 0                | 33       | 1      | 6           | 0          |
| Ricard         | 1                | 0                | 0                | 0                | 2               | 1               | 2               | 1               | 0                | 0                | 0                | 0                | 3        | 1      | 2           | 1          |
| M. San Román   | 0                | 0                | 0                | 0                | 1               | -1              | 0               | 0               | 0                | 0                | 0                | 0                | 1        | -1     | 0           | 0          |
| J. M. Sanabria | 0                | 0                | 0                | 0                | 1               | 0               | 0               | 0               | 0                | 0                | 0                | 0                | 1        | 0      | 0           | 0          |
| M. Sánchez     | 1                | 0                | 0                | 0                | 0               | 0               | 0               | 0               | 0                | 0                | 0                | 0                | 1        | 0      | 0           | 0          |
| I. Šaponjić    | 0                | 0                | 0                | 0                | 2               | 0               | 0               | 0               | 0                | 0                | 0                | 0                | 2        | 0      | 0           | 0          |
| Saúl           | 33               | 2                | 9                | 0                | 2               | 0               | 1               | 0               | 6                | 0                | 2                | 0                | 41       | 2      | 12          | 0          |
| S. Savić       | 33               | 1                | 13               | 0                | 1               | 0               | 0               | 0               | 8                | 0                | 2                | 1                | 42       | 1      | 15          | 1          |
| L. Suárez      | 32               | 21               | 6                | 0                | 0               | 0               | 0               | 0               | 6                | 0                | 1                | 0                | 38       | 21     | 7           | 0          |
| Thomas         | 3                | 0                | 1                | 0                | -               | -               | -               | -               | -                | -                | -                | -                | 3        | 0      | 1           | 0          |
| L. Torreira    | 19               | 1                | 2                | 0                | 2               | 0               | 0               | 0               | 5                | 0                | 1                | 0                | 26       | 1      | 3           | 0          |
| K. Trippier    | 28               | 0                | 0                | 0                | 0               | 0               | 0               | 0               | 7                | 0                | 0                | 0                | 35       | 0      | 0           | 0          |
| Vitolo         | 10               | 0                | 2                | 0                | 2               | 0               | 0               | 0               | 3                | 0                | 0                | 0                | 15       | 0      | 2           | 0          |
| Š. Vrsaljko    | 9                | 0                | 2                | 0                | 1               | 1               | 0               | 0               | 0                | 0                | 0                | 0                | 10       | 1      | 2           | 0          |